# 第11回ニューヨーク映画批評家協会賞
第11回ニューヨーク映画批評家協会賞は、1945年の優秀な映画に贈られた賞である。1946年1月1日に発表された。

## 受賞
- 作品賞：
  - 失われた週末

- 主演男優賞：
  - レイ・ミランド - 失われた週末

- 主演女優賞：
  - イングリッド・バーグマン - 聖メリーの鐘、白い恐怖

- 監督賞：
  - ビリー・ワイルダー - 失われた週末

- 特別賞：
  - The Fighting Lady
  - The True Glory